# Libia en los Juegos Paralímpicos de Atenas 2004
Libia estuvo representada en los Juegos Paralímpicos de Atenas 2004 por dos deportistas, un hombre y una mujer. El equipo paralímpico libio no obtuvo ninguna medalla en estos Juegos.